# Anell d'Or de Rússia

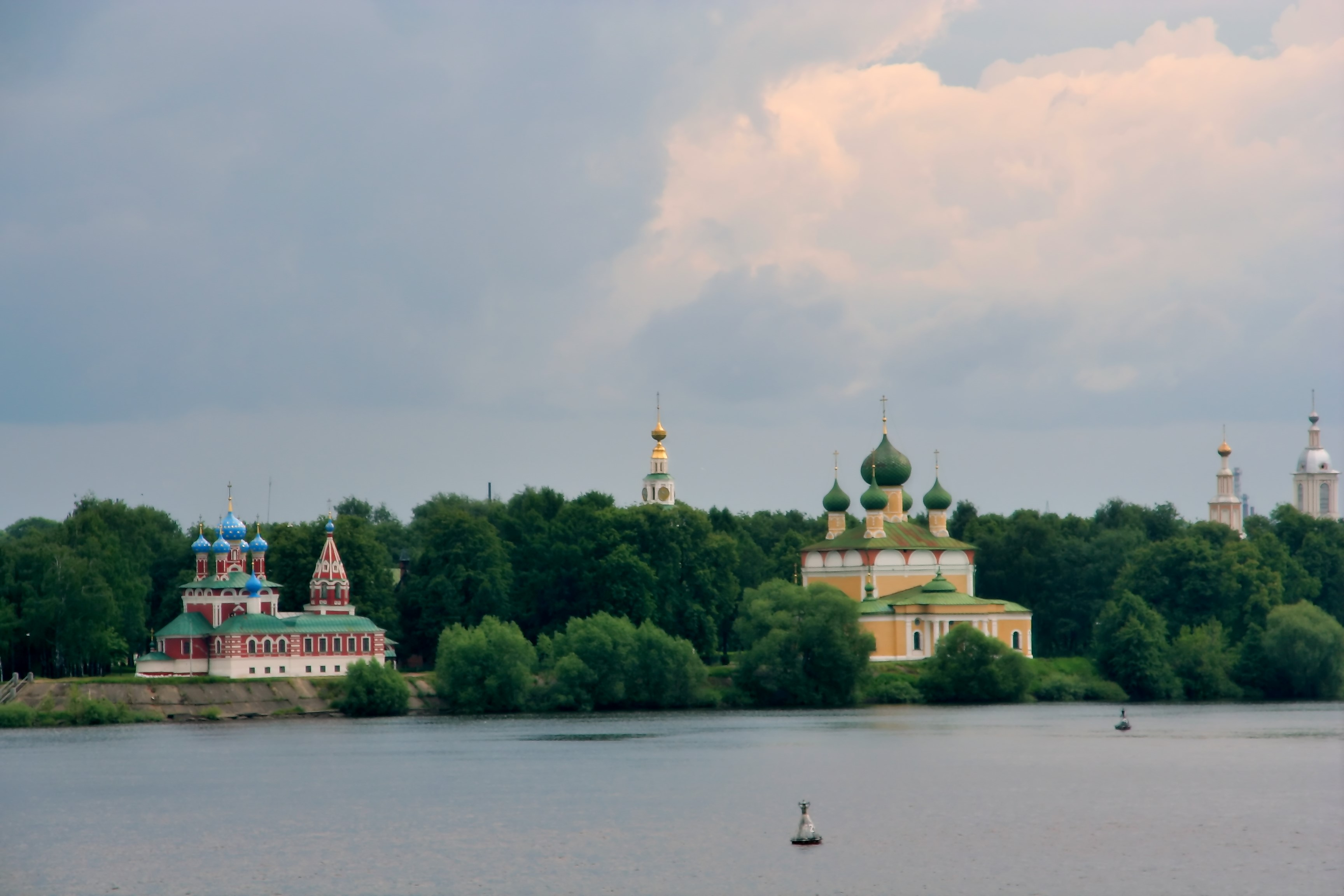
El riu Volga a Úglitx

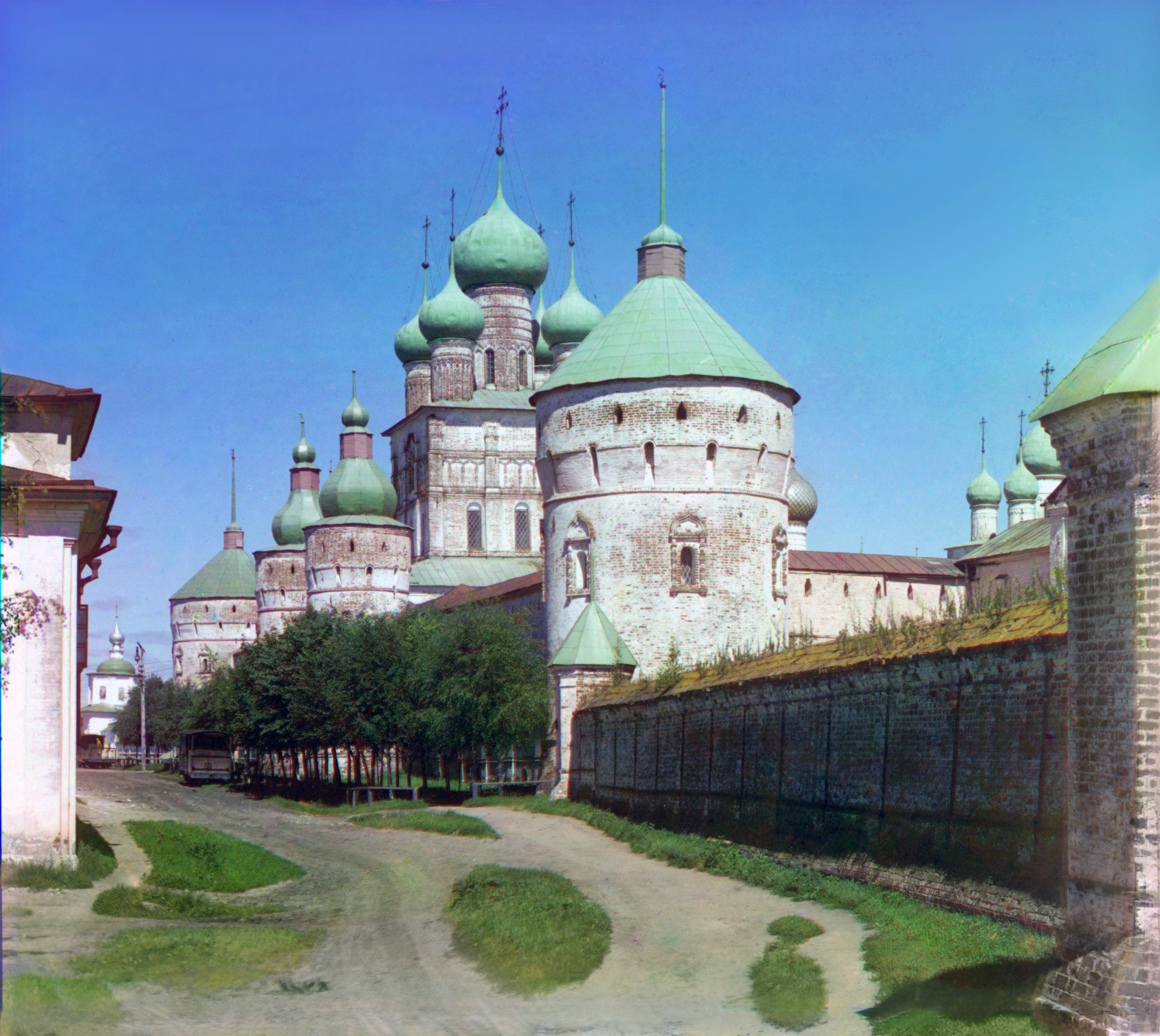
El kremlin de Rostov a l'estiu

L'Anell d'Or de Rússia (en rus Золотое кольцо, Zolotoie koltsó) és una zona turística que inclou un conjunt de ciutats de la regió central de Rússia, al nord-est de Moscou. S'hi troben diferents monuments que representen la història i la cultura d'aquest país, principalment esglésies, catedrals i monestirs.
Les ciutats es troben repartides en cinc províncies o óblasti: Moscou, Iaroslavl, Ivànovo, Kostromà i Vladímir.

## Anell d'Or de Rússia
- Aleksàndrov
- Bogoliúbovo
- Gorokhovets
- Gus-Khrustalni
- Iaroslavl
- Iúriev-Polski
- Ivànovo
- Kaliazin
- Kídekxa
- Kostromà
- Múrom
- Pàlekh
- Pereslavl-Zalesski
- Pliós
- Rostov
- Sèrguiev Posad
- Súzdal
- Tutàiev
- Úglitx
- Vladímir